# Tetica de Bacares
A Tetica de Bacares é um pico de 2.088 metros situado na Serra de Los Filabres, na província de Almeria, Espanha, sendo uma dos cumes mais orientais das Cordilheira Penibética a superar os 2.000 msnm.

## Características
Trata-se de um cume principal de categoria 1 com uma dominância altimétrica de 79,97%, uma dominância de relevo de 17,27% e uma relevância de 37.16%.

## História
Segundo o Dicionário geográfico-estatístico-histórico de Espanha e suas posses de Ultramar de Pascual Madoz, a este enclave também se lhe tem conhecido como cerro de Nímar.
Esta cimeira desempenhou um papel de importância na conexão geodésica entre a Europa e África, quando em 1858, o engenheiro e general do Exército Carlos Ibáñez de Ibero deveu permanecer dois meses na cimeira para estabelecer a conexão geodésica com a Argélia.